# Sainte-Honorine-de-Chardonnette
Sainte-Honorine-la-Chardonnette est une ancienne commune française[réf. nécessaire] du département du Calvados. Commune éphémère érigée à la Révolution française, elle est supprimée avant 1794 et rattachée à Hérouvillette. Néanmoins le nom de Sainte-Honorine-la-Chardronnette désigne toujours le hameau.

## Sources
- Des villages de Cassini aux communes d'aujourd'hui, « Notice communale : Sainte-Honorine-la-Chardonnette », sur ehess.fr, École des hautes études en sciences sociales.